# 양예수
양예수(楊禮壽, ? ~ 1597년/1600년)는 조선 중기의 의관이다. 어의를 지낸 바 있다. 자는 경보, 호는 퇴사옹, 본관은 홍농 또는 하음이다.
내의원정과 어의, 내의원 수의, 자헌대부 행동지중추부사를 역임했다. 동의보감의 초기 작업에 참여하였다. 일설에는 1600년 사망설도 있다.

## 관련 작품
- 동의보감 (MBC, 1991년, 배우 변희봉)
- 허준 (MBC, 1999년 ~ 2000년, 배우 조경환)
- 구암 허준 (MBC, 2013년, 배우 최종환)

## 같이 보기
- 동의보감
- 허준